# 均裂
在化學上，均裂是指化學鍵断裂时，两个成键电子平均分配两个成键原子上，從而產生兩個自由基的过程。

這樣的反應能被紫外輻射引發。
在這過程中牽涉的能量稱為鍵離解能。另一個可能的分裂方式稱為異裂。